# Nimbus (satélite)

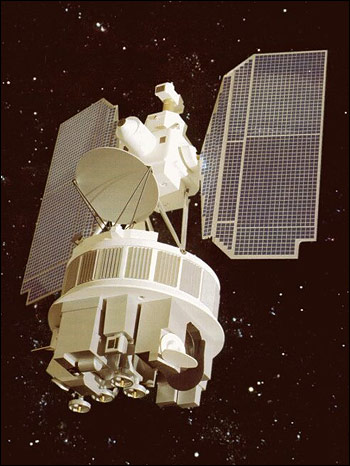
Recreación artística del diseño general de la serie de satélites Nimbus. Los paneles solares se movían a lo largo del día siguiendo al sol durante la parte de luz diurna de la órbita del satélite. El satélite de 3 metros tenía un sistema de control de la posición en la parte alta, separado del anillo de sensores 1,5 m (centro) por unas barras. El anillo de sensores se mantenía por medio de baterías y electrónica para cada uno de los sensores montados en la parte baja del anillo.

Nimbus fue una serie de siete satélites lanzados entre agosto de 1964 y octubre de 1978. Fueron colocados en órbita polar a unos 1000 km de la Tierra. Sirvieron como laboratorio de equipos meteorológicos.
Los satélites Nimbus fueron la segunda generación de naves espaciales robóticas estadounidenses utilizadas para la investigación y desarrollo de la meteorología. Fueron diseñados como plataformas estabilizadas orientadas hacia la Tierra para probar sistemas avanzados de detección y recogida de datos científicos de la atmósfera. Siete naves espaciales Nimbus fueron lanzadas en órbita casi polar, heliosincrónica, comenzando con la que despegó el 28 de agosto de 1964. A bordo de los satélites Nimbus viajaba instrumental para obtener imágenes, sonido, y otros estudios en diferentes regiones espectrales. Los satélites fueron lanzados a bordo de cohetes Thor-Agena (Nimbus 1-4) y cohetes Delta (Nimbus 5-7).
Durante un período de veinte años desde el lanzamiento del primer satélite de la serie Nimbus fue la principal plataforma de desarrollo e investigación de las misiones de los Estados Unidos para la teleobservación de la Tierra. Los siete satélites Nimbus, lanzados en un período de catorce años, mandaron sus observaciones espaciales del planeta durante un total treinta años. La NASA transfirió la tecnología probada y mejorada por las misiones Nimbus para la Administración Nacional Oceánica y Atmosférica (NOAA, de sus iniciales del inglés National Oceanic and Atmospheric Administration) para sus instrumentos satélitales operacionales. La tecnología y las lecciones aprendidas en las misiones Nimbus fueron patrimonio de la mayoría de los satélites de observación terrestre de la NASA y la NOAA lanzado en las dos últimas décadas del siglo XX y la primera del XXI.

## Historia operacional de los Nimbus
| Satélite | Lanzamiento             | Decaimiento              |
| -------- | ----------------------- | ------------------------ |
| Nimbus 1 | 28 de agosto de 1964    | 16 de mayo de 1974       |
| Nimbus 2 | 15 de mayo de 1966      | 17 de enero de 1969      |
| Nimbus B | 18 de mayo de 1968      | Salida nula              |
| Nimbus 3 | 14 de abril de 1969     | 22 de enero de 1972      |
| Nimbus 4 | 8 de abril de 1970      | 30 de septiembre de 1980 |
| Nimbus 5 | 11 de diciembre de 1972 |                          |
| Nimbus 6 | 12 de junio de 1975     |                          |
| Nimbus 7 | 24 de octubre de 1978   | 1994                     |